# Trixa caerulescens
Trixa caerulescens är en tvåvingeart som beskrevs av Johann Wilhelm Meigen 1824. I den svenska databasen Dyntaxa används istället namnet Trixa alpina. Trixa caerulescens ingår i släktet Trixa och familjen parasitflugor. Arten är reproducerande i Sverige. Inga underarter finns listade i Catalogue of Life.